# Religion au Botswana

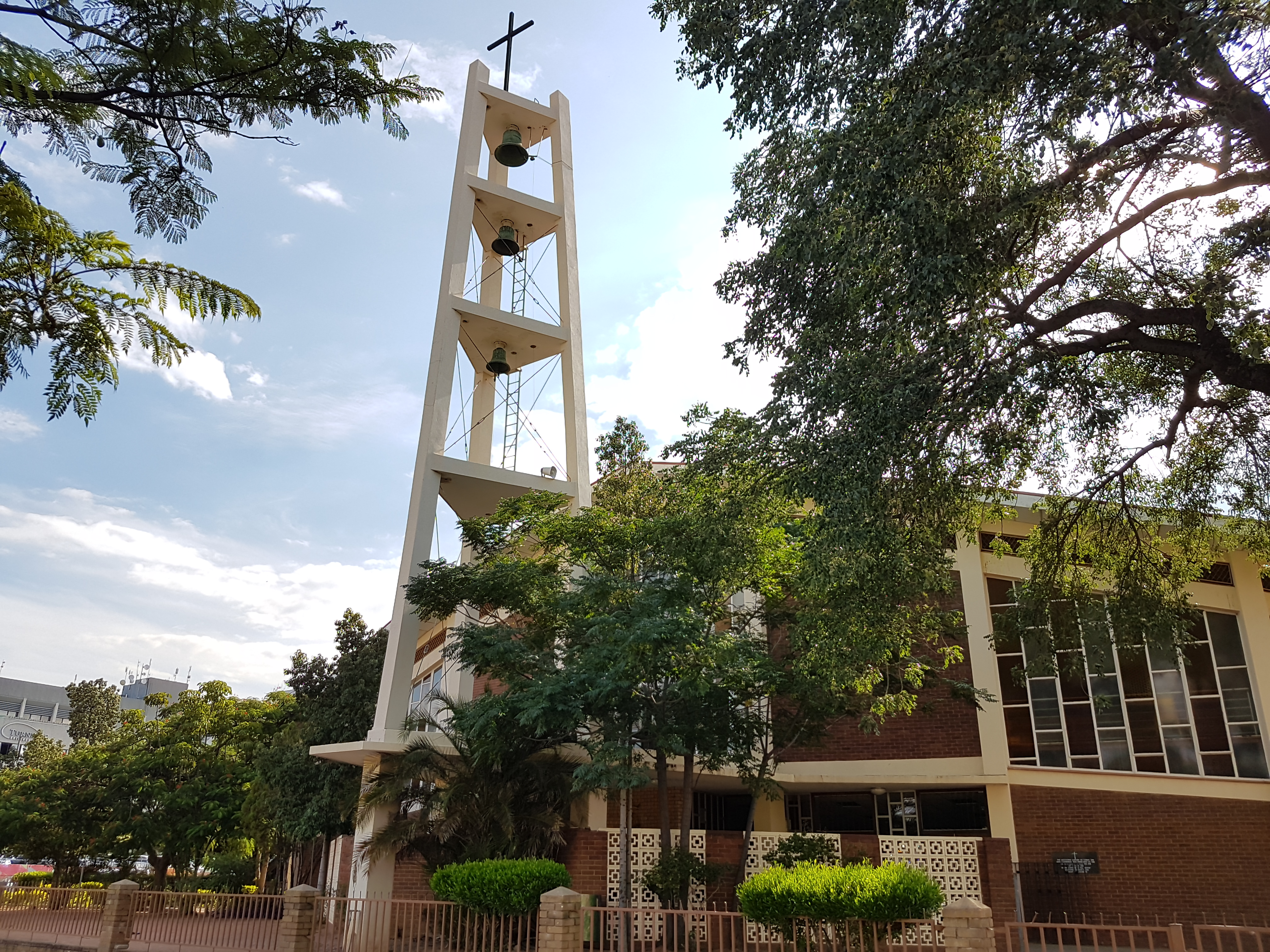
Cathédrale catholique du Christ-Roi à Gaborone.

La principale religion au Botswana est le christianisme (79 % en 2018). Les anglicans, les méthodistes et les congrégationalistes (membres de l'Église congrégationaliste unie d'Afrique du Sud (en)) sont les plus nombreux, mais il y a aussi des luthériens, des catholiques, des membres de l'Église de Jésus-Christ des saints des derniers jours (Mormons), des adventistes du septième jour, des témoins de Jéhovah, des baptistes, des membres de l'Église réformée hollandaise, des mennonites et quelques autres petites communautés protestantes. 
2 à 4 % (selon les sources) se réclament de religions traditionnelles telle que le badimo (en),.

Les musulmans sont environ 8 000 (5 %). La plupart sont originaires d'Asie du Sud-Est. 

Quelques hindouistes et bahaïs vivent également au Botswana,.

8 à 15 % de la population ne déclare aucune religion,.
Selon un rapport de 2014, la liberté religieuse semble globalement respectée.